# 프레임 (인공지능)
프레임(frame)은 규칙과 함께 지식 기반 시스템의 지식 표현방법으로 많이 쓰이는 방법 중 하나이다. 프레임 시스템에서는 지식을 서로 관계있는 것끼리 분류하고, 이들을 상하 관계에 따라 구성함으로써, 인간이 사고하는 방식과 유사한 방법으로 지식을 처리한다.
하나의 프레임은 슬롯과 그 슬롯에 저장된 값의 집합으로 나타낸다. 여기서 슬롯은 하나의 속성(attribute)으로 볼 수 있다. 하나의 프레임은 그 자체로는 그다지 큰 효용가치가 없다. 일반적으로 여러 개의 프레임이 서로 상대방 프레임의 슬롯에 연결되어 있는 형태로 프레임 시스템을 구성하게 된다.
한 프레임은 유사한 성격을 갖는 객체들의 집합을 표현 하기도 하고, 또는 그러한 집합에 소속된 개개의 객체(object)를 표현 하기도 한다. 전자의 경우를 클래스 프레임, 후자의 경우를 사례 프레임이라고 한다.
클래스는 집합을 표현하는 개념으로 생각할 수 있다. 클래스에 속하는 일부 객체를 대표하는 클래스를 부클래스라고 한다. 부모클래스와 자식 클래스는 ako 슬롯을 통해 연결된다.
특성상속의 개념은 바로 부분집합 관계의 이행성과 연결된다고 할 수 있다. 상속은 어떠한 클래스의 부 클래스와 사례 프레임들이 부모 클래스로부터 상속받은 속성 이외에도 자기 자신의 고유한 슬롯들을 가질 수 있다.

## 같이 보기
- 설명 논리
- 사실
- 1차 논리
- 사고범위 문제
- 지식
- 지식 베이스
- 시맨틱 네트워크
- 진리